# Kälkäsuo-Lehmusuo
Kälkäsuo-Lehmusuo este o arie protejată (arie specială de conservare — SAC, sit de importanță comunitară — SCI) din Finlanda întinsă pe o suprafață de 186 ha, integral pe uscat.

## Localizare
Centrul sitului Kälkäsuo-Lehmusuo este situat la coordonatele 61°53′53″N 26°19′29″E / 61.8981°N 26.3247°E.

## Înființare
Situl Kälkäsuo-Lehmusuo a fost declarat sit de importanță comunitară în august 1998 pentru a proteja un număr necunoscut de specii din flora spontană și fauna sălbatică aflate în arealul zonei. Situl a fost protejat și ca arie specială de conservare în aprilie 2015.

## Biodiversitate
Situată în ecoregiunea boreală, aria protejată conține 2 habitate naturale: Turbării active, Mlaștini împădurite.
La baza desemnării sitului se află un număr nedeclarat de specii protejate.
Pe lângă speciile protejate, pe teritoriul sitului au mai fost identificate 1 specie de plante, 8 specii de păsări, 2 specii de nevertebrate.